# إيمي والتر
إيمي والتر (بالإنجليزية: Amy Walter)‏ هي صحفية أمريكية، ولدت في 19 أكتوبر 1969 في مقاطعة أرلنغتون في الولايات المتحدة.

## وصلات خارجية
- الموقع الرسمي
- إيمي والتر على موقع إن إن دي بي (الإنجليزية)
- إيمي والتر على موقع ديسكوغز (الإنجليزية)